# لين ميريك
لين ميريك (بالإنجليزية: Lynn Merrick)‏ هي ممثلة أمريكية، ولدت في 19 نوفمبر 1919 في الولايات المتحدة، وتوفيت بنفس المكان في 25 مارس 2007 بسبب مرض.

## وصلات خارجية
- لين ميريك على موقع IMDb (الإنجليزية)
- لين ميريك على موقع قاعدة بيانات الفيلم (الإنجليزية)